# Portabandiera

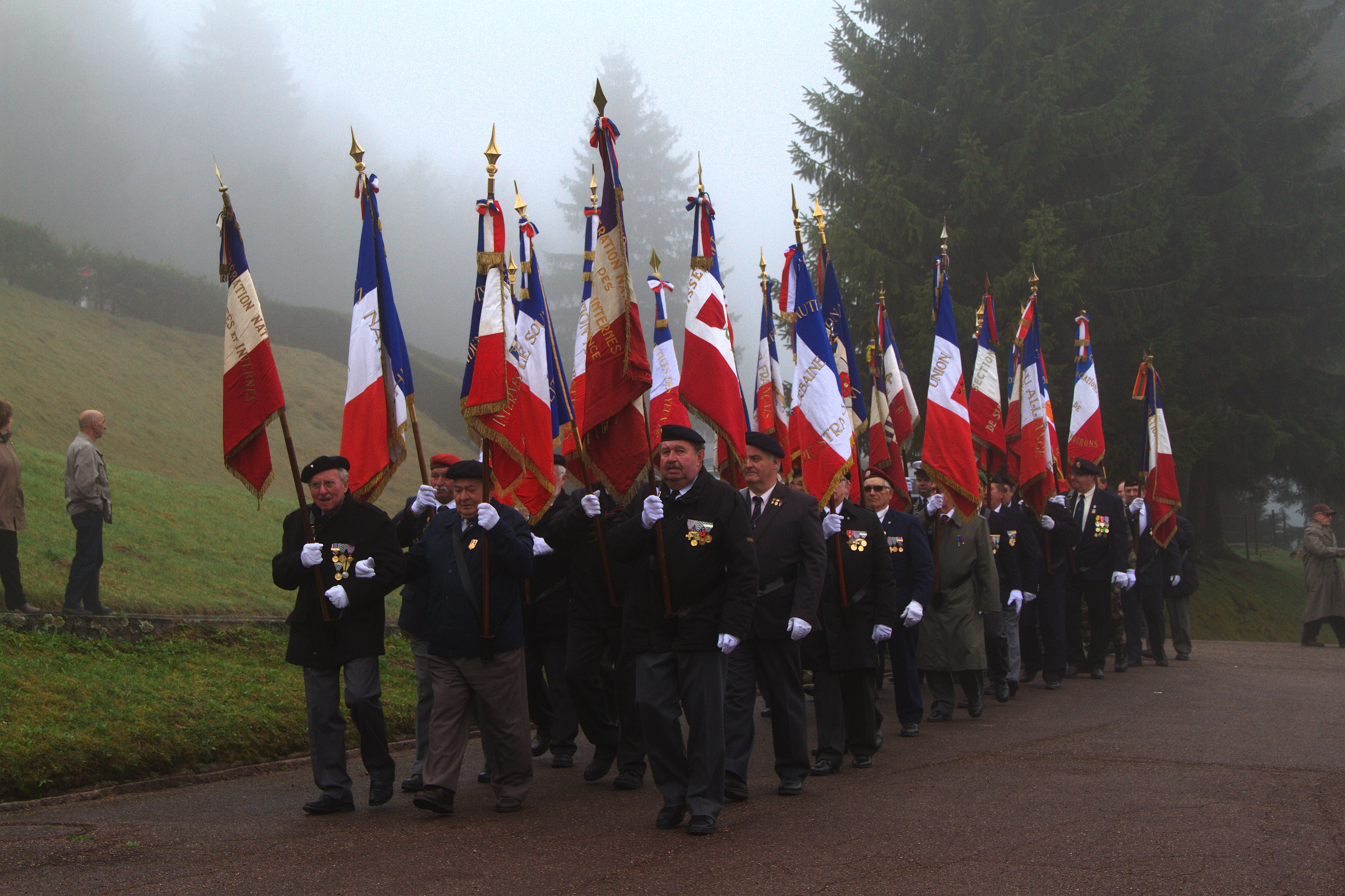
Un gruppo di portabandiera civili francesi durante una cerimonia nel 2013

Un portabandiera o alfiere è una persona, militare o civile, incaricata di portare nell'ambito di una cerimonia, sfilata o corteo un emblema chiamato "insegna" o "vessillo", ovvero di un tipo di bandiera o di un'immagine rigida, ma mobile, che viene utilizzata (e spesso onorata) come simbolo formale e visivo di uno Stato, una monarchia, un'unità militare o altre organizzazioni. Esistono molti termini equivalenti in base al tipo di vessillo di carico (portastendardo, portaguidone, portavessillo).
L'incarico di portabandiera può essere un dovere occasionale, spesso concesso come un onore soprattutto durante una parata, oppure essere una carica permanente (anche sul campo di battaglia); nel secondo caso questo dovere può portare a uno specifico titolo di ufficiale.

## Portabandiera militare

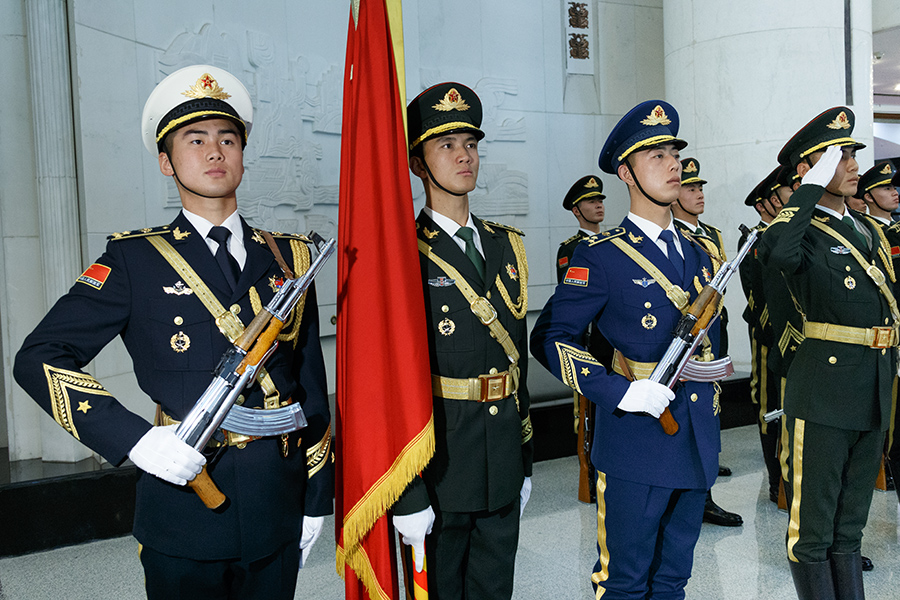
Un gruppo della bandiera con tre militari in rappresentanza dei tre rami delle forze armate cinesi

In ambito militare il portabandiera o alfiere è il graduato incaricato di portare la bandiera dell'unità militare di appartenenza nel corso delle cerimonie e delle parate militari nonché, in tempi più antichi, nel corso delle battaglie campali in cui era impiegata l'unità. L'incarico di portabandiera viene generalmente affidato a un ufficiale subalterno, spesso il sottotenente con minor anzianità di servizio in forza al reparto in questione, oppure al sottufficiale con maggior anzianità di servizio dell'unità (designato come sergente portabandiera). L'incarico è considerato come particolarmente onorifico e di alta responsabilità, visto che perdere in battaglia o vedersi catturata dal nemico la propria insegna è un fatto profondamente disonorevole per il reparto in questione.
In tempi più antichi si poteva distinguere il ruolo dell'alfiere, ovvero dell'ufficiale incaricato di portare la bandiera di reparto e sorvegliare sulla sua sicurezza, da quello di portabandiera o portainsegna (nei reparti di cavalleria, portastendardo), ovvero un graduato o soldato incaricato di assistere l'alfiere e in particolare di allontanare la bandiera qualora l'alfiere fosse stato impegnato in combattimento dal nemico. In tempi più moderni quello di alfiere è diventato un grado militare vero e proprio, ormai slegato dalla funzione di portabandiera.
Il portabandiera è, generalmente, strettamente affiancato da un piccolo gruppo di altri militari, designato come "gruppo della bandiera" o "guardia della bandiera": composto normalmente da sergenti o altri sottufficiali, il suo compito era quello di difendere la bandiera dagli attacchi del nemico sul campo di battaglia; in tempi più recenti, esso ha la funzione principalmente di guardia d'onore alla bandiera stessa.